# Аверілл-Парк (Нью-Йорк)
Аверілл-Парк (англ. Averill Park) — переписна місцевість (CDP) в США, в окрузі Ренсселер штату Нью-Йорк. Населення — 2098 осіб (2020).

## Географія
Аверілл-Парк розташований за координатами 42°38′20″ пн. ш. 73°33′2″ зх. д. / 42.63889° пн. ш. 73.55056° зх. д. (42.638827, -73.550665).  За даними Бюро перепису населення США в 2010 році переписна місцевість мала площу 7,90 км², з яких 7,60 км² — суходіл та 0,31 км² — водойми.

## Демографія
Згідно з переписом 2010 року, у переписній місцевості мешкали 1693 особи в 662 домогосподарствах у складі 498 родин. Густота населення становила 214 осіб/км².  Було 695 помешкань (88/км²).
Расовий склад населення:
| - 97,2 % — білих - 0,6 % — чорних або афроамериканців - 0,6 % — азіатів |

До двох чи більше рас належало 1,5 %. Частка іспаномовних становила 2,1 % від усіх жителів.
За віковим діапазоном населення розподілялося таким чином: 23,7 % — особи молодші 18 років, 65,6 % — особи у віці 18—64 років, 10,7 % — особи у віці 65 років та старші. Медіана віку мешканця становила 41,8 року. На 100 осіб жіночої статі у переписній місцевості припадало 99,9 чоловіків;  на 100 жінок у віці від 18 років та старших — 99,2 чоловіків також старших 18 років.
Середній дохід на одне домашнє господарство  становив 81 499 доларів США (медіана — 73 261), а середній дохід на одну сім'ю — 98 146 доларів (медіана — 82 083). За межею бідності перебувало 1,6 % осіб, у тому числі 0,0 % дітей у віці до 18 років та 16,8 % осіб у віці 65 років та старших.
Цивільне працевлаштоване населення становило 786 осіб. Основні галузі зайнятості: освіта, охорона здоров'я та соціальна допомога — 22,5 %, публічна адміністрація — 21,4 %, будівництво — 18,6 %.